# Намюрський ярус
|                              | Західна Європа     | Західна Європа    | ICS                     | ICS          | ICS                 |
| Система/ Епоха               | Підсистема/ Відділ | Ярус/ Вік         | Підсистема/ Відділ      | Ярус/ Вік    | Вік, млн років тому |
| ---------------------------- | ------------------ | ----------------- | ----------------------- | ------------ | ------------------- |
| Пермська                     | Пермська           | Пермська          | Пермська                | Пермська     | молодша             |
| К а м' я н о в у г і л ь н а | Сілезька           | Стефанський       | П е н с и л ь в а н і й | Гжельський   | 299.0–303.9         |
| К а м' я н о в у г і л ь н а | Сілезька           | Вестфальський     | П е н с и л ь в а н і й | Касимовський | 303,9–306,5         |
| К а м' я н о в у г і л ь н а | Сілезька           | Вестфальський     | П е н с и л ь в а н і й | Московський  | 306.5–311.7         |
| К а м' я н о в у г і л ь н а | Сілезька           | Вестфальський     | П е н с и л ь в а н і й | Башкирський  | 311.7–318.1         |
| К а м' я н о в у г і л ь н а | Сілезька           | Намюрський        | П е н с и л ь в а н і й | Башкирський  | 311.7–318.1         |
| К а м' я н о в у г і л ь н а | Сілезька           | М і с і с і п і й | Серпуховський           | 318.1–328.3  |                     |
| К а м' я н о в у г і л ь н а | Динантська         | М і с і с і п і й | Візейський              | Візейський   | 326,4–345,3         |
| К а м' я н о в у г і л ь н а | Динантська         | М і с і с і п і й | Турнейський             | Турнейський  | 345,3–359,2         |
| Девонська                    | Девонська          | Девонська         | Девонська               | Девонська    | древніша            |

Намюрський ярус, намюр (рос. намюрский ярус, намюр; англ. Namurian; нім. Namur n, Namurien n, Namurium n) – регіональний геологічний ярус стратиграфії північно-західної Європи. Верхній ярус нижнього відділу кам’яновугільної системи за вітчизняною стратиграфічною схемою або нижній ярус верхнього відділу (сілезію) за схемою, прийнятою у Західній Європі. 
Від назви міста і провінції Намюр (Namur), Бельгія.